# Phanerobunus saxatilis
Phanerobunus saxatilis is een hooiwagen uit de familie Triaenonychidae.